# Macrolobium anomalum
Macrolobium anomalum är en ärtväxtart som beskrevs av John Macqueen Cowan. Macrolobium anomalum ingår i släktet Macrolobium och familjen ärtväxter. Inga underarter finns listade i Catalogue of Life.